# Constanze Rick
Constanze Rick (* 14. November 1969 in Bochum) ist eine deutsche Fernsehmoderatorin.
Nachdem sie im Jahre 1990 ihr Abitur am Privaten Gymnasium Schloss Wittgenstein in Bad Laasphe abgeschlossen hatte, begann Rick ein Studium der Rechtswissenschaften an der Universität Bochum, das sie abbrach.
Im Jahre 1998 wechselte Rick in die Medienbranche und arbeitete als Reporterin sowie in der Redaktion des RTL-Magazines „Exclusiv – Das Starmagazin“. Am 21. September 2006 übernahm sie als Moderatorin die VOX-Sendung „Prominent!“ und wurde im Januar 2009 Kolumnistin des Frauenzimmer Magazines.
Im März 2015 wurde Rick durch David Modjarad und Rabea Schif bei der Moderation von „Prominent!“ ersetzt.
Am 26. Oktober 2011 wurde sie Teil einer Werbekampagne des italienischen Automobilherstellers Lancia für dessen Modell Lancia Ypsilon.
Constanze Rick ist seit 2000 verheiratet und lebt mit ihrem Ehemann in Köln.